# باد فاین
باد فاین (انگلیسی: Budd Fine؛ ‏ ۱۰ سپتامبر ۱۸۹۴ – ۹ فوریهٔ ۱۹۶۶) بازیگر اهل ایالات متحده آمریکا بود.
از فیلم‌هایی که وی در آن‌ها نقش داشته‌است، می‌توان به سیاه‌مست، بتلینگ باتلر، شاهنشاه، ما دوباره زندگی می‌کنیم، تمام شهر حرفش را می‌زنند، بینوایان، کارناوال، تهدید عمومی، گوژپشت نتردام، فقط فرشتگان بال دارند، محموله عجیب، بانوی دریاچه، تعطیلات تابستانی، سه کله‌پوک، نیروی اهریمن، پنجره، سامسون و دلیله، آنی تفنگت را می‌گیرد، سانتا فه و هدف بلند اشاره نمود.